# Ivo Kurtini
Ivo Kurtini   (Rijeka, 23 de juny de 1922 - Rijeka, 12 de setembre de 1990) va ser un waterpolista croat que va competir sota bandera iugoslava durant les dècades de 1940 i 1950.
El 1948 va prendre part en els Jocs Olímpics de Londres, on fou novè en la competició de waterpolo. Quatre anys més tard, als Jocs de Hèlsinki guanyà la medalla de plata en la mateixa competició. En el seu palmarès també destaquen dues medalles al Campionat d'Europa de waterpolo, de plata el 1954 i de bronze el 1950.